# Station Skodsborg
Station Skodsborg is een treinstation in het dorp Skodsborg in de Deense gemeente  Rudersdal. Het station aan Kystbanen is ontworpen door Heinrich Wenck.
Skodsborg heeft op werkdagen een tienminutendienst in beide richtingen. Richting Kopenhagen rijden meerdere treinen rechtstreeks door richting vliegveld en verder naar Zweden. 